# Skorped
Skorped is een plaats in de gemeente Örnsköldsvik in het landschap Ångermanland en de provincie Västernorrlands län in Zweden. De plaats heeft 187 inwoners (2005) en een oppervlakte van 32 hectare. De spoorweg Norra Stambanan loopt door de plaats.